# Puccinia sinaloana
Puccinia sinaloana ist eine Ständerpilzart aus der Ordnung der Rostpilze (Pucciniales). Der Pilz ist ein Endoparasit eines unbekannten Wasserdostes. Symptome des Befalls durch die Art sind Rostflecken und Pusteln auf den Blattoberflächen der Wirtspflanzen. Sie ist ein Endemit Mexikos.

## Merkmale

### Makroskopische Merkmale
Puccinia sinaloana ist mit bloßem Auge nur anhand der auf der Oberfläche des Wirtes hervortretenden Sporenlager zu erkennen. Sie wachsen in Nestern, die als gelbliche bis braune Flecken und Pusteln auf den Blattoberflächen erscheinen.

### Mikroskopische Merkmale
Das Myzel von Puccinia sinaloana wächst wie bei allen Puccinia-Arten interzellulär und bildet Saugfäden, die in das Speichergewebe des Wirtes wachsen. Ihre Spermogonien wachsen oberseitig auf den Wirtsblätter. Die Aecien der Art swachsen in kleinen Gruppen. Sie besitzen 20–25 × 18–22 µm große, breit eiförmige bis breitellipsoide Aeciosporen mit warziger Oberfläche. Die blattunterseitig wachsenden Uredien des Pilzes sind zimtbraun. Ihre ebenfalls zimtbraunen Uredosporen sind 28–32 × 22–24 µm groß, eiförmig bis ellipsoid und stachelwarzig. Die beidseitig wachsenden Telien der Art sind schwarzbraun, pulverig und unbedeckt. Die dunkel kastanienbraunen Teliosporen sind zweizellig, in der Regel lang eiförmig bis ellipsoid und 43–50 × 29–32 µm groß. Ihre Stiele sind farblos und bis zu 70 µm lang.

## Verbreitung
Das bekannte Verbreitungsgebiet von Puccinia sinaloana umfasst das westliche Zentralmexiko.

## Ökologie
Die Wirtspflanze von Puccinia sinaloana ist ein nicht näher identifizierter Wasserdost (Eupatorium sp.). Der Pilz ernährt sich von den im Speichergewebe der Pflanzen vorhandenen Nährstoffen, seine Sporenlager brechen später durch die Blattoberfläche und setzen Sporen frei. Die Art durchläuft einen Entwicklungszyklus mit Spermogonien, Aecien, Telien und Uredien, vollzieht aber keinen Wirtswechsel.